# 志木郵便局
志木郵便局（しきゆうびんきょく）は埼玉県志木市にある郵便局。民営化前の分類では集配普通郵便局であった。

## 概要
住所：〒353-8799 埼玉県志木市本町5-20-9

## 沿革
- 1873年（明治6年） - 引又（ひきまた）郵便取扱所として開設[1]。
- 1875年（明治8年）1月1日 - 引又郵便局（五等）となる。同年、志木郵便局に改称。
- 1885年（明治18年）8月1日 - 志木郵便受取所となる。
- 1902年（明治35年）3月1日 - 志木郵便局となる。
- 1944年（昭和19年）4月1日 - 志紀郵便局に改称[2]。
- 1948年（昭和23年）6月1日 - 志木郵便局に改称[3]。
- 1965年（昭和40年）10月31日 - 電話交換および和文電報配達事務を、志木電報電話局に移管。
- 1967年（昭和42年）3月27日 - 特定郵便局から普通郵便局に局種別改定。
- 1971年（昭和46年）9月30日 - 東武東上線を経由する鉄道郵便輸送（東京寄居線）が廃止[4]。専用自動車に転換。
- 1988年（昭和63年）10月24日 - 志木市柏町四丁目から同市本町五丁目に移転。
- 1998年（平成10年）9月1日 - 外国通貨の両替および旅行小切手の売買に関する業務取扱を開始。
- 2007年（平成19年）10月1日 - 民営化に伴い、併設された郵便事業志木支店に一部業務を移管。
- 2012年（平成24年）10月1日 - 日本郵便株式会社発足に伴い、郵便事業志木支店を志木郵便局に統合。

## 取扱内容
- 郵便、印紙、ゆうパック、内容証明
- 貯金、為替、振替、振込、国際送金、国債、投資信託
- 生命保険、バイク自賠責保険、自動車保険
- ゆうちょ銀行ATM
- 志木市内の集配業務
- ゆうゆう窓口

## 周辺
- 志木市役所志木駅前出張所
- 慶應義塾志木高等学校

## アクセス
- 東武東上線 志木駅（東口）から徒歩約5分
- 東武バス、国際興業バス 東町停留所下車
- 関越自動車道 所沢ICから北東へ約5km、東京外環自動車道 和光北ICから北西へ約5.5km、首都高速埼玉大宮線 浦和北出入口から南西へ約7.5km
- 駐車場あり：9台